# Église Santa Maria in Monserrato degli Spagnoli
L'église Santa Maria in Monserrato degli Spagnoli (en français : Sainte-Marie-de-Montserrat-des-Espagnols) est un lieu de culte catholique à Rome. Elle est dédiée à Notre-Dame de Montserrat et située dans le rione de Regola. C'est une des églises nationales à Rome de l'Espagne. Depuis 2003, elle est le siège du titre cardinalice de Santa Maria in Monserrato degli Spagnoli.

## Historique

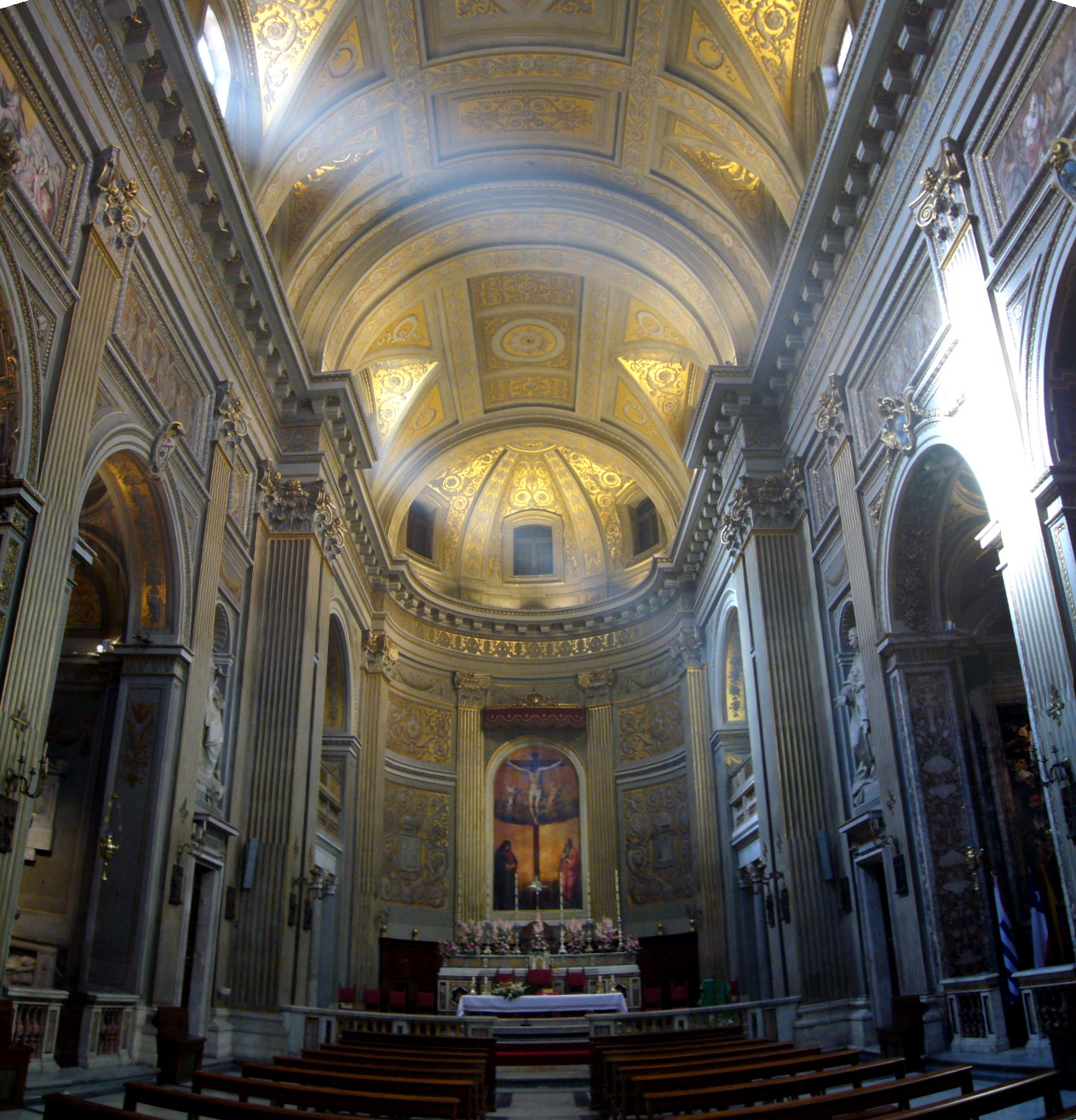
Vue intérieure

En 1354, la catalane Jacoba Ferrandes fonde sur la Via Arenula de Rome, l'hospice San Niccolò di Catalani, pour les pèlerins de la Couronne d'Aragon. L'exemple de Jacoba Ferrandes est imité en 1363 par Margarita Pauli de Mallorca, qui fonde à son tour l'hospice Santa Margarida di Catalani dédié aux femmes. En 1495, Alexandre VI fusionne les deux hospices en une seule fraternité sous le patronage de Notre-Dame de Montserrat. Les députés se réunissent en 1506 à Rome pour élever l'Església de santa María de Montserrat sur l'ancienne chapelle de San Niccolò à Corte Savella, annexée à l'hospice ; les travaux commencent en 1518 avec des ajouts ultérieurs au XVIIe siècle.
Le bâtiment actuel de l'église de Montserrat à Rome est achevé au XVIe siècle avec le nom de Chiesa di Santa Maria à Monserrato, dans la rue de l'Ospedale, rue qui finit par prendre son nom (Viale Monserrato aujourd'hui). Comme dit plus haut, le but principal de l'institution était de servir de centre d'accueil pour les pèlerins espagnols de Rome, surtout les pauvres et les malades, de différentes origines et rangs sociaux, principalement de la principauté de Catalogne, du royaume de Valence, du royaume de Majorque et du royaume d'Aragon ; c'est-à-dire, les pèlerins des différents royaumes de la couronne d'Aragon.
Il existait à Rome une autre œuvre, celle de Santiago et San Ildefonso de los Españoles, dont le but était l'accueil des pèlerins du Royaume de Castille, cette institution avait été fondée à la fin du Moyen Âge par Alphonse de Paradinas (es) nommé en 1469 évêque de Ciudad Rodrigo (Le bâtiment de cette association est actuellement l'Église Notre-Dame du Sacré-Cœur de Rome sur la Piazza Navona).
En raison de leurs origines et activités, les deux centres ont rapidement établi des liens avec les institutions des deux royaumes, acquérant ainsi le caractère d'églises nationales. Mais après la fermeture de l'église de Santiago en 1798, le pape Pie VII approuve son union canonique avec celle de Montserrat en 1807. Par la suite, la fermeture définitive de Santiago est décrétée en 1817, elle est vendue en 1878 et Montserrat reste l'unique église nationale espagnole, dont le nom officiel en Espagne est Église nationale espagnole de Santiago et de Montserrat, bien qu'en Italie, elle soit connue sous le nom de Chiesa di Santa Maria à Monserrato degli Spagnoli.
La construction de l'église est confiée à Antonio da Sangallo le Jeune. Les travaux subissent plusieurs interruptions dues au manque de moyens mais les architectes suivants (Bernardino Valperga, Francesco da Volterra, etc) respectent le projet initial. Les travaux commencent en 1518 , le maître-autel est consacré en 1594, la voûte de la nef est achevée en 1598, mais jusqu'en 1675 l'abside n'est pas finie, et un nouvel autel principal est construit et consacré. Il est complètement restauré entre 1818-1821.

## Façade
La façade, de deux corps, est de Francesco da Volterra (1588). Le portail est de style corinthien avec des pilastres et deux niches à l'antique. Il est surmonté d'un tympan avec architrave et entablement concave où se trouve une représentation de la Vierge à l'Enfant en train de couper la montagne, de Giambattista Contini, sculpté entre 1673 et 1675. Au-dessus de cette œuvre, une frise et une corniche séparent le deuxième corps de la façade.

## Intérieur
C'est la première église de Rome conçue avec une nef unique rectangulaire, avec trois chapelles de chaque côté. La fresque au dessus de l'arc de la chapelle centrale de droite est de Francesco Nappi XVIIe siècle et représente le rêve de la Vierge ; à gauche, le couronnement de Notre-Dame de Giambattista Ricci da Novara (+ 1627). Dans les niches qui s'ouvrent sur les portes latérales sont placées les statues de sainte Élisabeth de Portugal et de saint Pedro de Arbués, œuvre du sculpteur néoclassique Juan Adán. La décoration en clair-obscur sur fond doré, de Giuseppe Camporese et de son neveu Pietro, est réalisée en 1820-1821. Les blasons des provinces, de 1929, sont l'œuvre du peintre Eugenio Cisterna . Le chemin de croix en bronze, de 1958, est du sculpteur valencien Carmelo Pastor.

## Première chapelle à droite

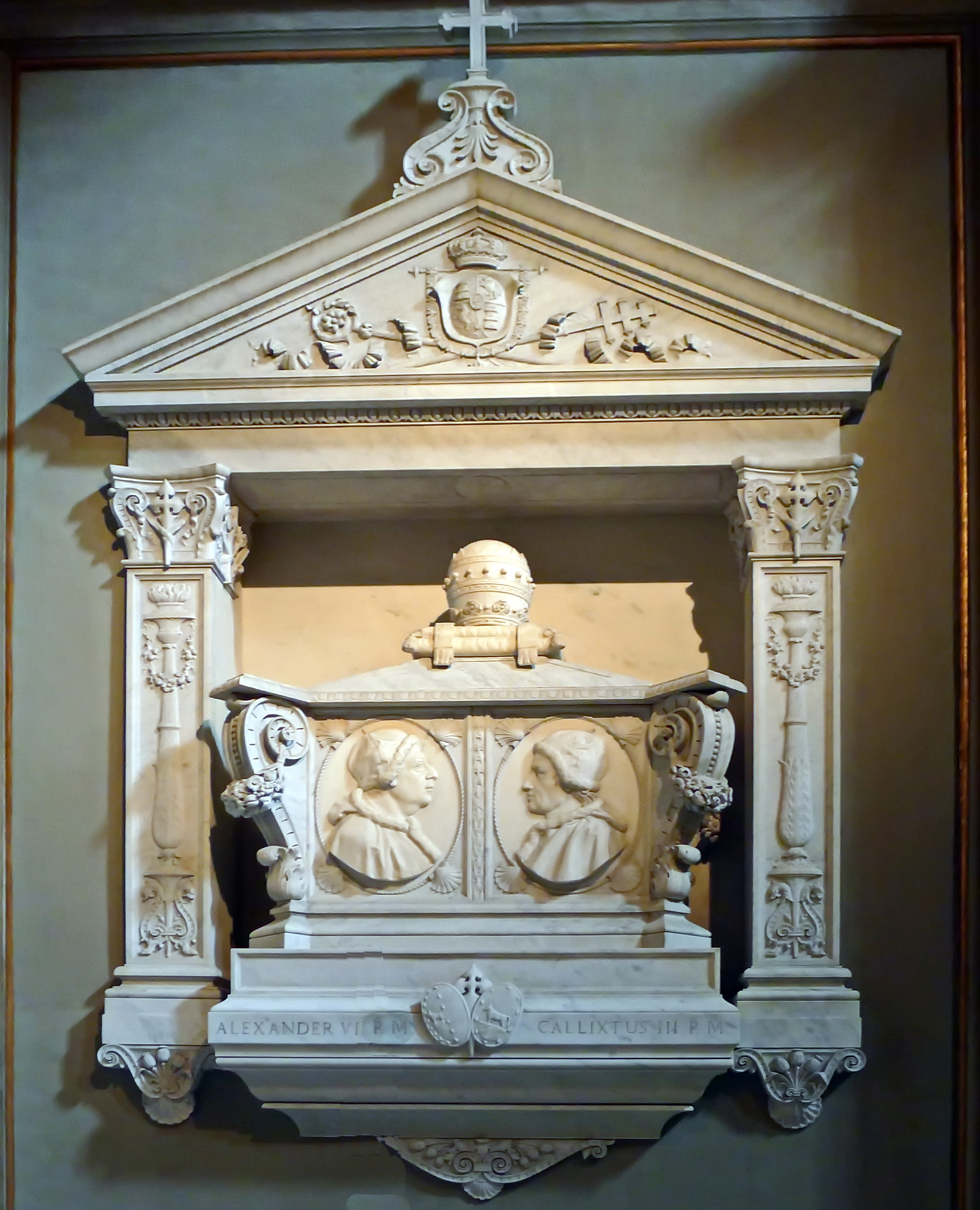
enfeu avec tombeau des papes Calixte III et Alexandre VI

Cette chapelle est concédée en 1590 à Bernardino Rocci où se trouve sa pierre tombale et les armoiries de sa famille sur la clé de voute. Une peinture à l'huile, réalisée par le maître Annibale Carracci, représente le franciscain saint Diego d'Alcalá et provient de la chapelle qui lui était dédiée à l'église de Santiago.
À droite, l'enfeu des deux papes Borgia, Calixte III et Alexandre VI, les deux seuls papes d'origine espagnole avec saint Damase Ier. En 1881, des résidents espagnols à Rome décident d'ériger un tombeau pour abriter les restes des deux papes. Les restes des papes sont placés dans la tombe en 1889. Dans les médaillons, les portraits des papes. En dessous, le cénotaphe du roi d'Espagne Alphonse XIII, mort en exil à Rome en 1941, et dont les restes sont transférés en 1980 au panthéon des rois du monastère de l' Escurial à Madrid. À gauche, en haut, le monument funéraire néoclassique du sculpteur catalan Antonio Solá, œuvre du sculpteur José Vilches, réalisée en 1862, et en bas, le monument de Francisco de Paula Mora, fils du marquis de Lugros, mort à Naples en 1842 et transféré à cette église en 1843.

## Deuxième chapelle à droite
Attribuée en 1624 au bienfaiteur Gabriel Ferrer, la chapelle conserve sa pierre tombale et ses armes sur la clé de voûte. Les peintures sont toutes de Francesco Nappi. Sur l'autel, une peinture de l'Annonciation. Sur les murs latéraux, deux fresques : la Nativité de Marie et l'Assomption de Marie. Dans la partie inférieure, les monuments funéraires de deux ambassadeurs d'Espagne morts à Rome, Julián de Villalba (1843) et Salvador de Cea Bermúdez (1852). Les quatre lucarnes triangulaires représentent des figures d'anges qui portent des symboles de la Vierge, l'un d'entre eux représentant la visitation de la Vierge Marie. Sous l'arche et sur les pilastres sont des portraits de prophètes et d'autres symboles mariaux ; dans le dôme, l'image de sainte Cécile de Rome et dans le tympan l'image du père éternel.

## Troisième chapelle sur la droite
La décoration, réalisée au XVIIe siècle par les chanoines Antonio Francés et Miguel de Cetina, est peut-être celle qui montre une plus grande splendeur par ses marbres polychromes, selon le projet du dernier architecte, Francisco Gómez García , chanoine de Barcelone (+ 1778 ). La peinture sur l'autel, œuvre de Francisco Preciado de la Vega , montre la Vierge du Pilier avec l'apôtre Jacques et saint Vincent Ferrier à ses pieds. Le tableau à droite, de Francesco di Città di Castello, de 1551, représente l'assomption de Marie, tandis que celui de gauche, le triomphe de l'Immaculée Conception, œuvre du peintre Louis Cousin, (1663). Les deux peintures viennent de l'église de Santiago.

## Chœur
Avec une abside large et profonde, le chœur est très modifié au XIXe siècle. Sur le maître-autel, une crucifixion de Girolamo Siciolante da Sermoneta, peinte entre 1564-1565 pour l'église de Santiago. Les tribunes et la cantoria, datant de 1828-1829, avec des colonnes de marbre de Carrare et de l'île d'Elbe, sont l'œuvre de Pietro Camporese le Jeune. Il y a aussi un orgue apporté de Santiago.

## Troisième chapelle à gauche

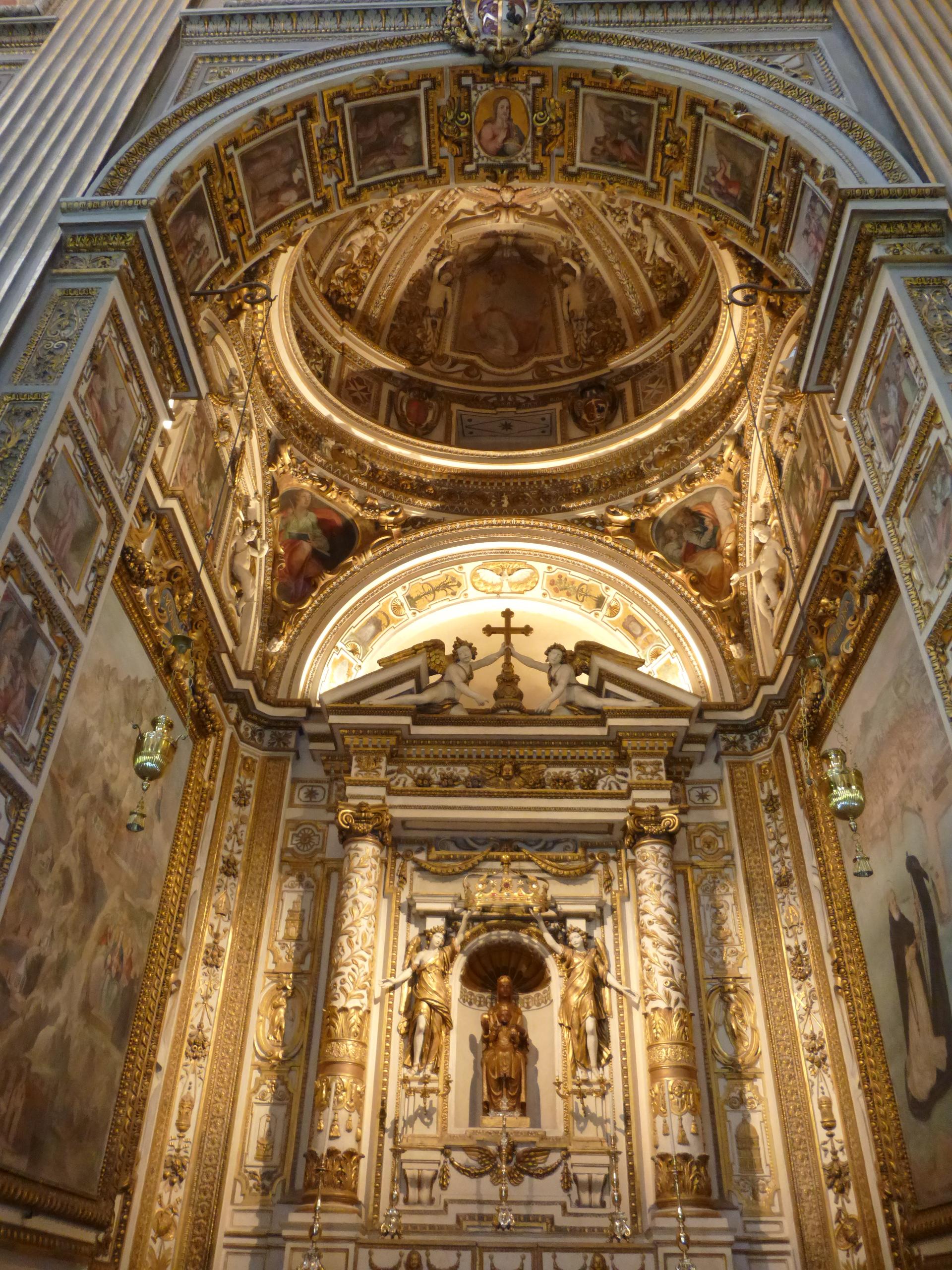
Chapelle de Notre-Dame de Montserrat, titulaire de l'église

Cette chapelle, parrainée par la famille du chanoine Francisco Robuster (1570) est dédiée au Christ Crucifié. En 1882 est placée la statue de saint Jacques le Majeur, patron de l'Espagne, œuvre de Jacopo Sansovino, commandé par le cardinal Jaime Serra i Cau (1517) pour sa chapelle dans l'ancienne église de Santiago. Les coquilles que portent l'image sont un ajout de 1822.
On doit au sculpteur néoclassique Antonio Solá le monument funéraire de Félix Aguirre (1832) de José Álvarez Bouguel (1830) ainsi que de l'ambassadeur Antonio Vargas Laguna (1824). À gauche, en bas, la tombe de Mgr Alphonse de Paradinas, et à droite celle de Juan de Fuensalida (1498), évêque de Terni et secrétaire du pape Alexandre VI, tous deux attribués à Andrea Bregno (1503).

## Deuxième chapelle à gauche
Donné à l'évêque de Malte, le catalan Tomàs Gargall (1614) dont les armoiries apparaissent dans la décoration de la chapelle, est dédié à la Vierge de Montserrat, titulaire de l'église. L'image de la Vierge, du sculpteur Manuel Martí Cabrer (Barcelone, 1901), est une copie de celle vénérée dans l'abbaye de Montserrat, offert par les moines bénédictins durant l'année sainte de 1950 ; elle est solennellement béni par le pape Pie XII. Les fresques latérales, représentant une scène de la vie de saint Raymond de Peñafort, et une vue du sanctuaire catalan, ainsi que les évangélistes sur les pendentifs et des scènes mariales de l'arc sont attribuées à Giambattista Ricci da Novara.

## Première chapelle à gauche
Le groupe en marbre, vénéré dans cette chapelle depuis 1821, dédiée auparavant à sainte Eulalie de Barcelone, représente sainte Anne, la Vierge et l'Enfant Jésus, et est sculpté en 1544 par le florentin Maso del Bosco, d'une commande du prêtre sévillan Pedro de Velasco. Dans la colonne de droite, un tabernacle de la fin du XVe siècle attribué au sculpteur milanais Luigi Capponi, disciple d'Andrea Bregno. Les deux sont des œuvres de l'église de Santiago. Sur le mur de droite, le monument funéraire néoclassique, d'un auteur anonyme, de l'ambassadeur d'Espagne José Narciso Aparici Soler, mort à Rome en 1845.

## Visites
L'église est ouverte au public les jours ouvrables de 09h à 13h et de 15h à 17h, les samedis de 9h à 13h et de 16h30 à 19h30. Les messes sont célébrées (en espagnol) les dimanches et jours fériés à 12h30.

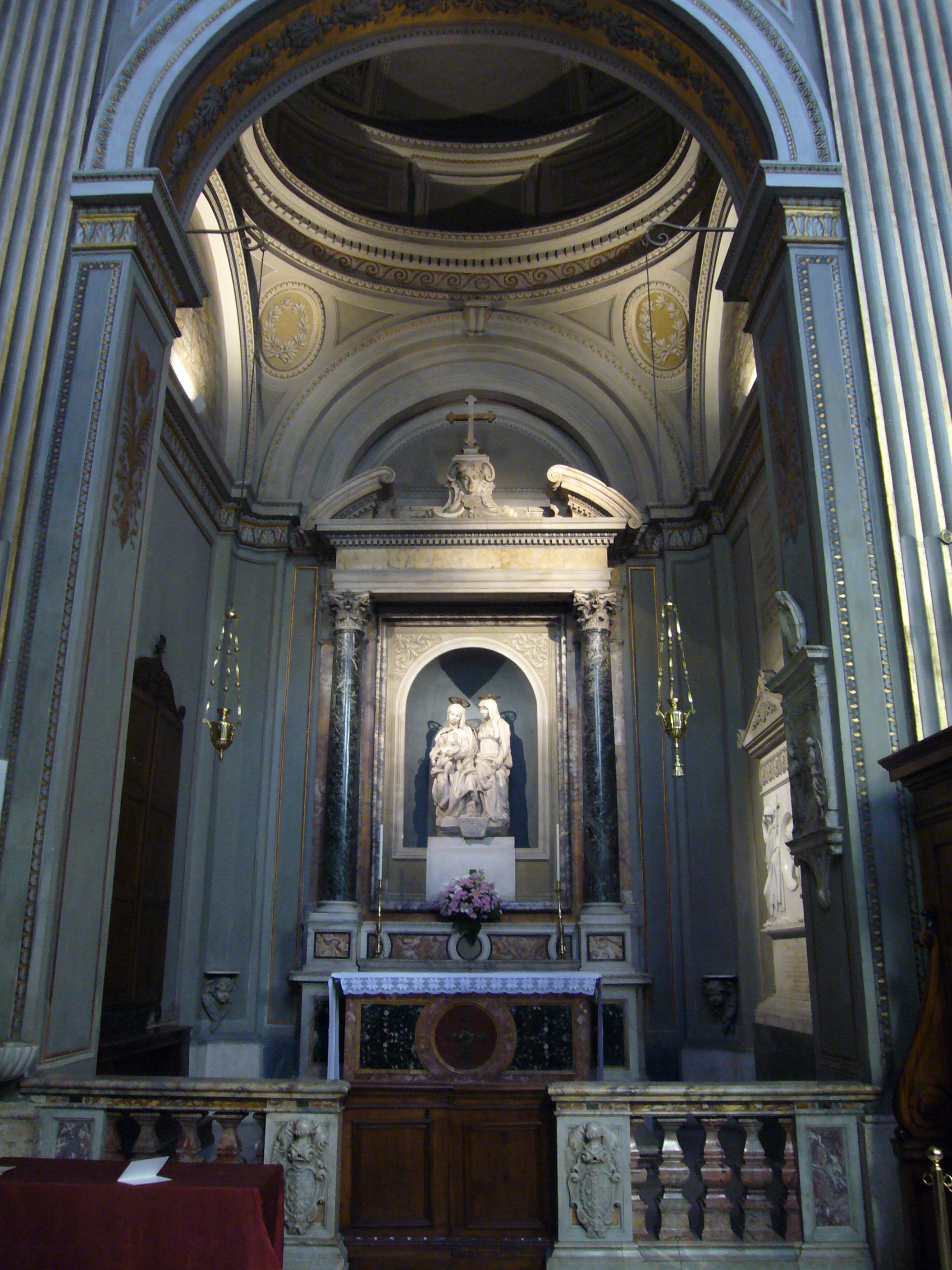
statue de sainte Anne
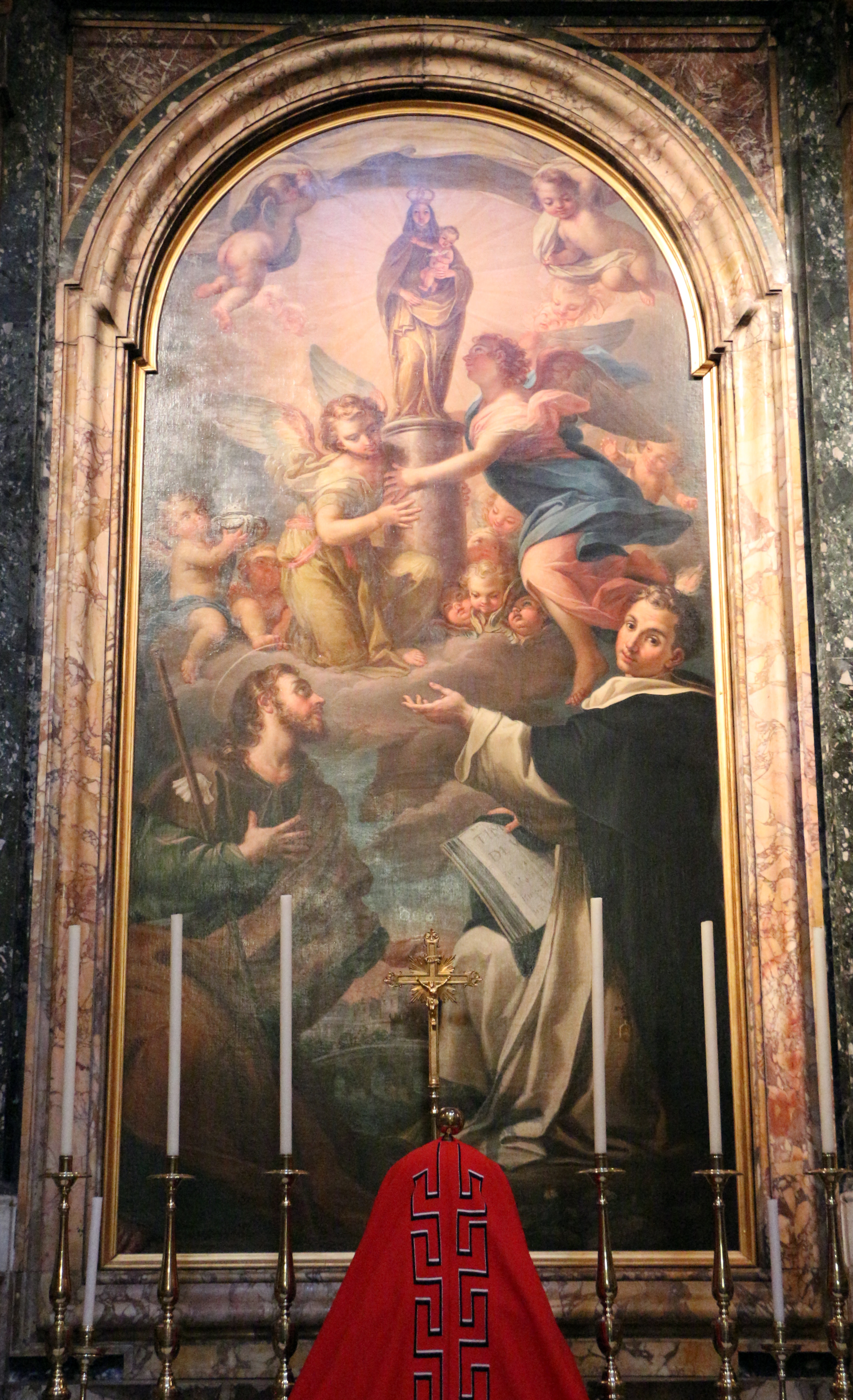
Vierge du Pilar
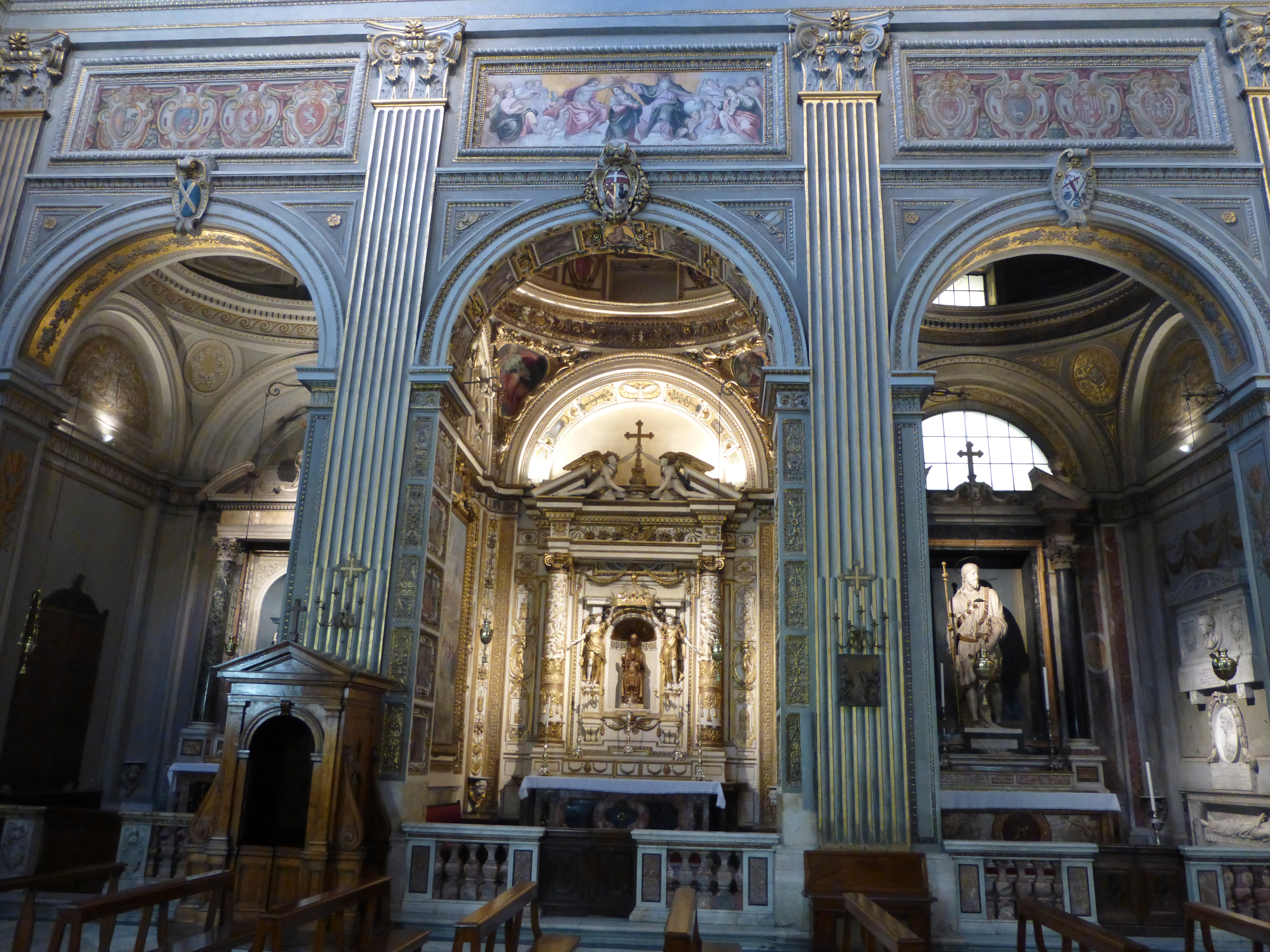
chapelles de gauche
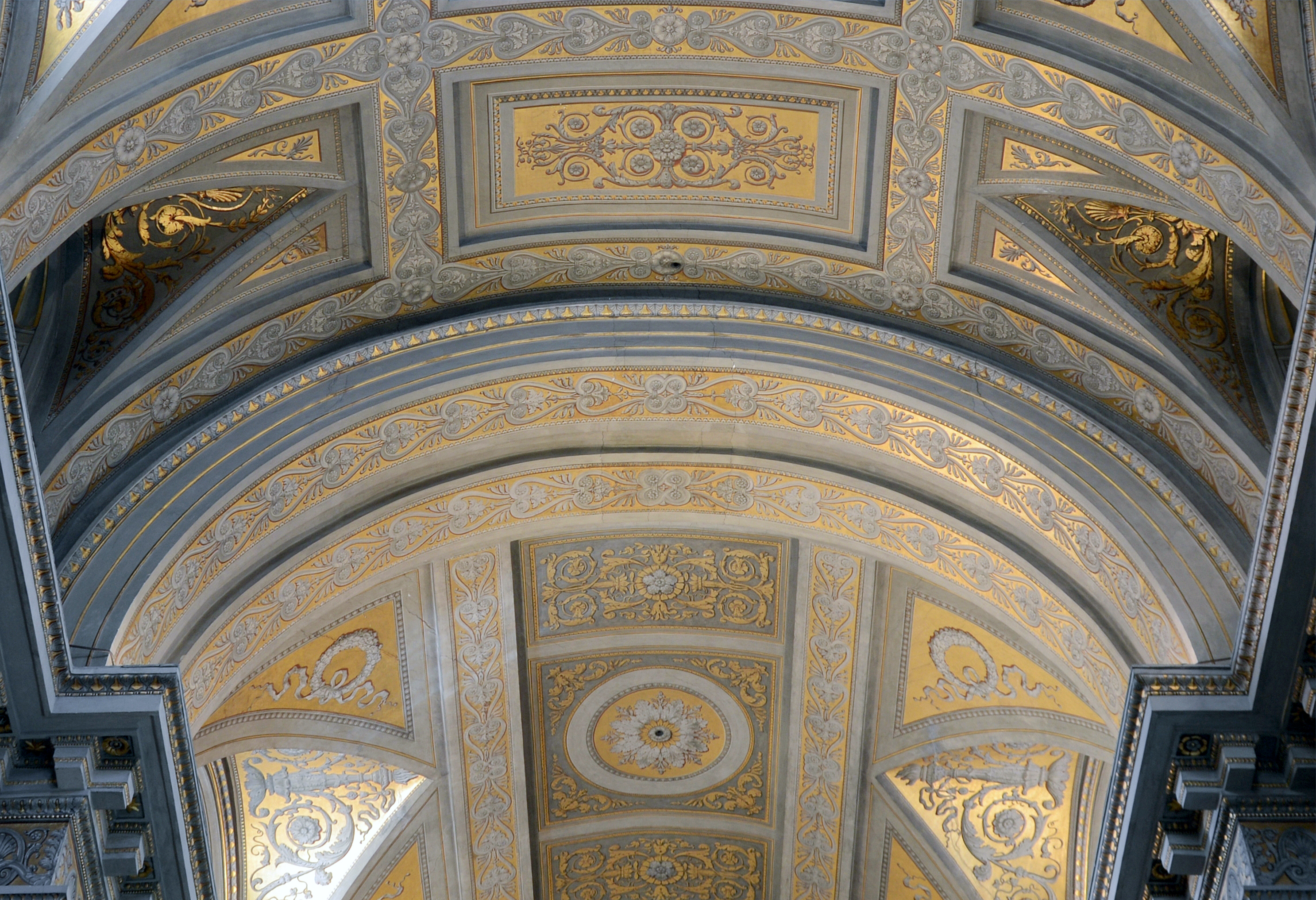
plafond